# Tomás Vázquez
Tomás Vázquez fue entallador-escultor del renacimiento español, nacido en 1527 en Becerril de Campos, provincia de Palencia, de donde eran también su madre y su hermana. 
En 1545, con 18 años, y junto a su cuñado Esteban Jamete se estableció en la ciudad de Cuenca, donde contrajo matrimonio con Isabel Rodríguez; más tarde al enviudar volvió a casarse con Juliana Herrera.
Aprendió el oficio de entallador en el taller de Jamete, aunque cuando éste se quedó viudo, la familia de Vázquez le exigió que devolviera la dote de su esposa. Las relaciones entre ambos cuñados a partir de entonces no fueron buenas, incluso Esteban Jamete le llamaba despectivamente carpintero. Fue entonces cuando Vázquez abandonó el taller de su cuñado y se fue como oficial al de Pedro de Villadiego.

## Obra
En 1569 junto con el entallador y ensamblador Alonso de Esquinas el Viejo, que conoció en el taller de Villadiego, acordaron asociarse «a partes iguales». (Según escritura firmada a tres días del mes de
enero año del nascimiento de nuestro Salvador Jesucristo de mil e quinientos e sesenta e nueve años). Sus trabajos comunes fueron entre otros, en la sillería del coro de Villar de Cañas(1569) y en El Cañavate, en el retablo de la iglesia parroquial (1577) y de la ermita de la
Concepción del mismo pueblo (1578).
En 1577, traspasó unos trabajos al imaginero Giraldo de Flugo, en compensación por haberle Giraldo «desbastado una imagen del obispo San Blas y un friso con dos niños.